# دهل كوه (ألقورات)
دهل کوه (بالفارسية: دهل‌کوه) هي مستوطنة تقع في إيران في قسم ألقورات الريفي. يقدر عدد سكانها بـ 696 نسمة .